# أعمال شغب ضد مسلمي سريلانكا 2019
كانت أعمال شغب ضد مسلمي سريلانكا وهي سلسلة من أعمال الشغب ذات الدوافع الدينية التي استهدفت المسلمين في سريلانكا. نشأت أعمال الشغب على أنها حوادث منعزلة في أعقاب تفجيرات عيد الفصح في سريلانكا، بدءًا من تشيلاو ثم انتشرت لاحقًا إلى معظم المقاطعة الشمالية الغربية.
تعرض مواطنين مسلمين ومساجد وممتلكات أخرى للهجوم من قبل حشود من القوميين البوذيين السنهاليين، وفي حادثة واحدة على الأقل نفذت فيها هجمات من قبل حشد من الغوغاء المسيحيين. ولم تسجل سوى حالة وفاة واحدة، وهو سليم أمير الذي قُتل على يد حشد مسلح بالسيوف. زعمت مصادر أخرى أن هناك 9 حالات وفاة، لكن المزاعم غير مؤكدة. أفادت وكالات أنباء أخرى عن تدمير أكثر من 540 منزلاً وممتلكات أخرى للمسلمين، بالإضافة إلى ما يزيد عن تدمير 100 سيارة.
على غرار أعمال الشغب ضد المسلمين في 2018، لاحظ السكان المحليون في المناطق المتضررة وصول غرباء في حافلات للمشاركة في أعمال الشغب، مما أثار مخاوف من أن هذه الهجمات كانت مدبرة مسبقًا.
في 3 يونيو 2019، قرر جميع الوزراء المسلمين من ووزراء الدولة ونواب الوزراء الاستقالة من مناصبهم. وصرح الوزير رؤوف حكيم في المؤتمر الإعلامي أن القرار اتخذ لإفساح المجال لإجراء تحقيقات شاملة ودون عوائق في الصلات الإرهابية المزعومة للسياسيين. جاء هذا الإعلان أثناء تصاعد المشاعر المعادية للمسلمين بشكل سريع بعد الأحداث الأخيرة.
اعتبارًا من 6 يونيو 2019، أصبح الترويج لخطاب الكراهية والأخبار المزيفة جريمة ، ويعاقب مرتكبها بالسجن لمدة لا تزيد عن 5 سنوات ، وغرامة تتجاوز مليون روبية (5600 دولار) أو بكليهما. اقترحت هذه الخطوة من قبل رانجيث مادوماباندارا بصفته وزير العدل بالإنابة، وتمت الموافقة عليها بقرار من مجلس الوزراء.